# 왕석현
왕석현(王晳鉉, 2003년 6월 2일 ~ )은 대한민국의 배우이다.

## 학력
- 서울도곡초등학교 (졸업)
- 단국대학교 사범대학 부속중학교 (졸업)
- 서울공연예술고등학교 연극영화과 (중퇴)

## 연기 활동

### 영화
| 연도 | 제목              | 역할                | 비고            |
| ---- | ----------------- | ------------------- | --------------- |
| 2008 | 《과속 스캔들》   | 황기둥              | 데뷔작          |
| 2008 | 《링스 어드벤처》 | 거스 목소리         | 애니메이션 영화 |
| 2010 | 《마음이 2》      | 비디오 반납 소년    | 특별출연        |
| 2011 | 《현의 노래》     | 우륵의 수제자, 니문 |                 |
| 2020 | 《호텔 레이크》   | 중딩영매            | 특별출연        |

### 드라마
| 연도 | 방송사 | 제목                                   | 역할            | 비고        |
| ---- | ------ | -------------------------------------- | --------------- | ----------- |
| 2009 | KBS2   | 수목드라마 《아가씨를 부탁해》         | 강수민          | 16부작      |
| 2012 | MBC    | 일일연속극 《그대 없인 못살아》        | 김기찬          | 110부작     |
| 2013 | KBS2   | 월화드라마 《광고천재 이태백》         | 김하랑          | 특별출연    |
| 2018 | SBS    | 월화드라마 《서른이지만 열일곱입니다》 | 어린 김형태     | 윤선우 아역 |
| 2018 | MBC    | 주말특별기획 《신과의 약속》           | 송현우 / 김현우 | 48부작      |

### 뮤지컬
- 《크리스마스 캐롤》 (2009년)
- 《에디슨과 유령탐지기》 (2010년) - 왕주연 역

### 뮤직 비디오
- 케이윌 (2010년) - 선물

## 방송
- KBS2 《천하무적 토요일》 - 삼촌이 생겼어요 (2009년)
- KBS2 《스타골든벨 1학년 1반》 (2010년)
- tvN 《둥지탈출 시즌 3》 (2018년)
- MBC 《미스터리 음악쇼 복면가왕》- 283회 참가자 (2020년)
- MBC 《라디오 스타》 - 719회 게스트 (2021년)

### 다큐멘터리
- SBS 《SBS 10년의 기록 - 새로운 시작》 (2010년)

## 앨범
- 사랑해요 (2009-04-07)

## 경력 사항
- 제3회 서울국제가족영상축제 홍보대사 (2009년)
- 어린이 교통안전 홍보대사 (2010년)

## 수상 및 후보
| 연도 | 시상식                          | 부문               | 작품            | 결과 |
| ---- | ------------------------------- | ------------------ | --------------- | ---- |
| 2009 | 제2회 코리아 주니어 스타 어워즈 | 대상               | 과속스캔들      | 수상 |
| 2009 | 제17회 춘사영화상               | 아역상             | 과속스캔들      | 수상 |
| 2009 | Mnet 20's Choice                | 핫 뉴 스타         | 과속스캔들      | 후보 |
| 2009 | KBS 연기대상                    | 남자 청소년 연기상 | 아가씨를 부탁해 | 후보 |
| 2012 | MBC 연기대상                    | 남자 아역상        | 그대없인 못살아 | 후보 |
| 2018 | MBC 연기대상                    | 청소년 아역상      | 신과의 약속     | 수상 |

## 특이 사항
- 천하무적 토요일 코너인 "삼촌이 생겼어요"편에서 왕석현은 노래가 각각 랩과 안무를 만들어줘 눈길을 끌었고, 생방송 뮤직뱅크[2]에서 출연해, 이휘재는 왕석현에게 선배가수들 인사를 하고 서명을 받았기도 했다.[3] 백지영, 임창정, 슈퍼주니어, 소녀시대 등의 만나 임무를 수행하였다.